# تخت مشكون (كوشك)
تخت مشكون (بالفارسية: تخت مشکون) هي منطقة سكنية تقع في إيران في قسم كوشك الريفي. يقدر عدد سكانها بـ 23 نسمة بحسب إحصاء 2016.